# Rudolf Hellwag

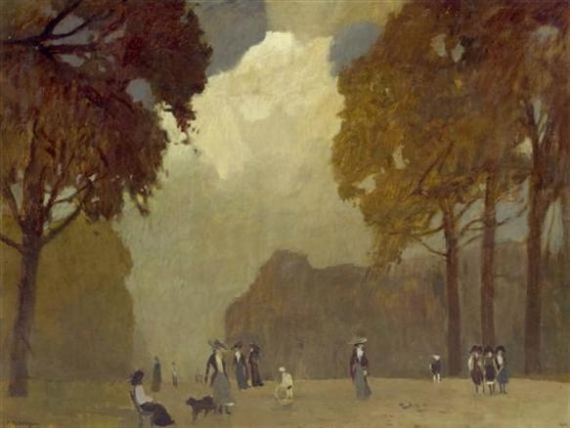
Rudolf Hellwag, Hyde Park (1910)

Rudolf Hellwag (* 14. September 1867 in Innsbruck; † 24. Februar 1942 in Berlin) war ein deutscher Marine- und Landschaftsmaler.

## Leben und Wirken

Signatur

Als Sohn des Ingenieurs Wilhelm Hellwag genoss er eine Ausbildung an den Kunstakademien in München und Karlsruhe, wo er unter Ferdinand Keller und Gustav Schönleber von 1890 bis 1895 Meisterschüler war. Er unternahm zahlreiche Studienreisen an die Nord- und Ostseeküste, nach Schweden und Norwegen, nach New York und Italien. Längere Studienaufenthalte führten ihn 1900 nach Cornwall (St. Yves) und nach London, wo er ab 1903 lebte und als Repräsentant deutscher Kunst in England galt. Dort wurde er während des Ersten Weltkriegs interniert. Künstlerisch bevorzugte er Strandmotive, daneben englische Landschaftsmotive, Parks und Gärten, in den letzten Lebensjahren Motive vom Bodensee.
In der kunstgeschichtlichen Einordnung wird Hellwag auf der Höhe seines Schaffens gemeinhin dem Impressionismus zugerechnet. Allerdings weisen etliche seiner Werke in unterschiedlichem Maße bereits expressionistische Elemente auf, und das ist angesichts einer sich über so viele Jahrzehnte hin erstreckenden Schaffensperiode auch nicht verwunderlich, wenngleich eine lineare stilistische Entwicklung mangels einer aussagekräftigen Datierung der meisten Arbeiten nicht zu belegen ist.
Auf Ausstellungen war er im Glaspalast München (1894–1914), auf der Großen Berliner Kunstausstellung (1894–1914), in der Berliner Secession (1921/22), ferner in Darmstadt, Dresden, Düsseldorf, Stuttgart und weiteren Städten vertreten. Rudolf Hellwag war bereits 1906 ordentliches Mitglied des Deutschen Künstlerbundes. In der Zeit des Nationalsozialismus war er Mitglied der Reichskammer der bildenden Künste und u. a. 1940 auf der Großen Deutschen Kunstausstellung in München mit dem Ölgemälde Nordischer Strand vertreten.
Werke von ihm finden sich u. a. in der Kunsthalle Karlsruhe (Das weiße Segel 1910), im Kulturhistorischen Museum Magdeburg (Abend im Fischereihafen 1896), in der Kunsthalle Mannheim (Morgen auf der Themse 1907), im Augusteum (Oldenburg). Weiterhin gestaltete er Wandgemälde in der Kunsthalle, dem Bezirksamt, dem großherzoglichen Palais, der Technischen Hochschule in Karlsruhe sowie in der Universitätsbibliothek Heidelberg. Der Münchner Illustrator Hans Hellwag und der Berliner Kunsthistoriker Fritz Hellwag waren seine Brüder.
Seine Grabstätte befindet sich auf dem Südwestkirchhof Stahnsdorf.